# أراكاشة أرجوانية داكنة
أراكاشة أرجوانية داكنة (الاسم العلمي:Arracacia atropurpurea) هي نوع من النباتات يتبع جنس الأراكاشة من الفصيلة الخيمية.